# ديدرك (غرمسار كرمان)
دیدرك (بالفارسية: دیدرک) هي قرية تقع في إيران في قسم غرمسار الریفي. يقدر عدد سكانها بـ 265 نسمة بحسب إحصاء 2016.